# Potentilla kryloviana
Potentilla kryloviana är en rosväxtart som beskrevs av Franz Theodor Wolf. Potentilla kryloviana ingår i Fingerörtssläktet som ingår i familjen rosväxter. Inga underarter finns listade i Catalogue of Life.